# سوزانا هافيستو
سوزانا هافيستو (بالفنلندية: Susanna Haavisto)‏ (و. 1957 – م) هي ممثلة، ومغنية من فنلندا. ولدت في هلسنكي.

## وصلات خارجية
- سوزانا هافيستو على موقع IMDb (الإنجليزية)
- سوزانا هافيستو على موقع ألو سيني (الفرنسية)
- سوزانا هافيستو على موقع ميوزك برينز (الإنجليزية)
- سوزانا هافيستو على موقع أول موفي (الإنجليزية)
- سوزانا هافيستو على موقع قاعدة بيانات الأفلام السويدية (السويدية)
- سوزانا هافيستو على موقع ديسكوغز (الإنجليزية)
- سوزانا هافيستو على موقع قاعدة بيانات الفيلم (الإنجليزية)
- سوزانا هافيستو على موقع كينوبويسك (الروسية)

سوزانا هافيستو في قاعدة بيانات الأفلام على الإنترنت